# آدان كارديناس
آدان كارديناس (بالإسبانية: Adán Cárdenas)‏ (و. 1836 – 1916 م) هو سياسي من نيكاراغوا .
وهو عضو في حزب محافظي نيكاراغوا .